# Старовеличковское сельское поселение
Старовеличковское се́льское поселе́ние — муниципальное образование в Калининском районе Краснодарского края России. 
В рамках административно-территориального устройства Краснодарского края ему соответствует Старовеличковский сельский округ.
Административный центр и единственный населённый пункт — станица Старовеличковская.
Образовано 1 января 2006 года.

## Население
| 2010    | 2012    | 2013    | 2014    | 2015    | 2016    | 2017    |
| ------- | ------- | ------- | ------- | ------- | ------- | ------- |
| 13 459  | ↗13 498 | ↗13 594 | ↗13 674 | ↗13 817 | ↗13 896 | ↗13 920 |
| 2018    | 2019    | 2020    | 2021    | 2023    |         |         |
| ↘13 885 | ↗14 037 | ↗14 085 | ↗14 310 | ↘14 185 |         |         |